# 云南蜡染

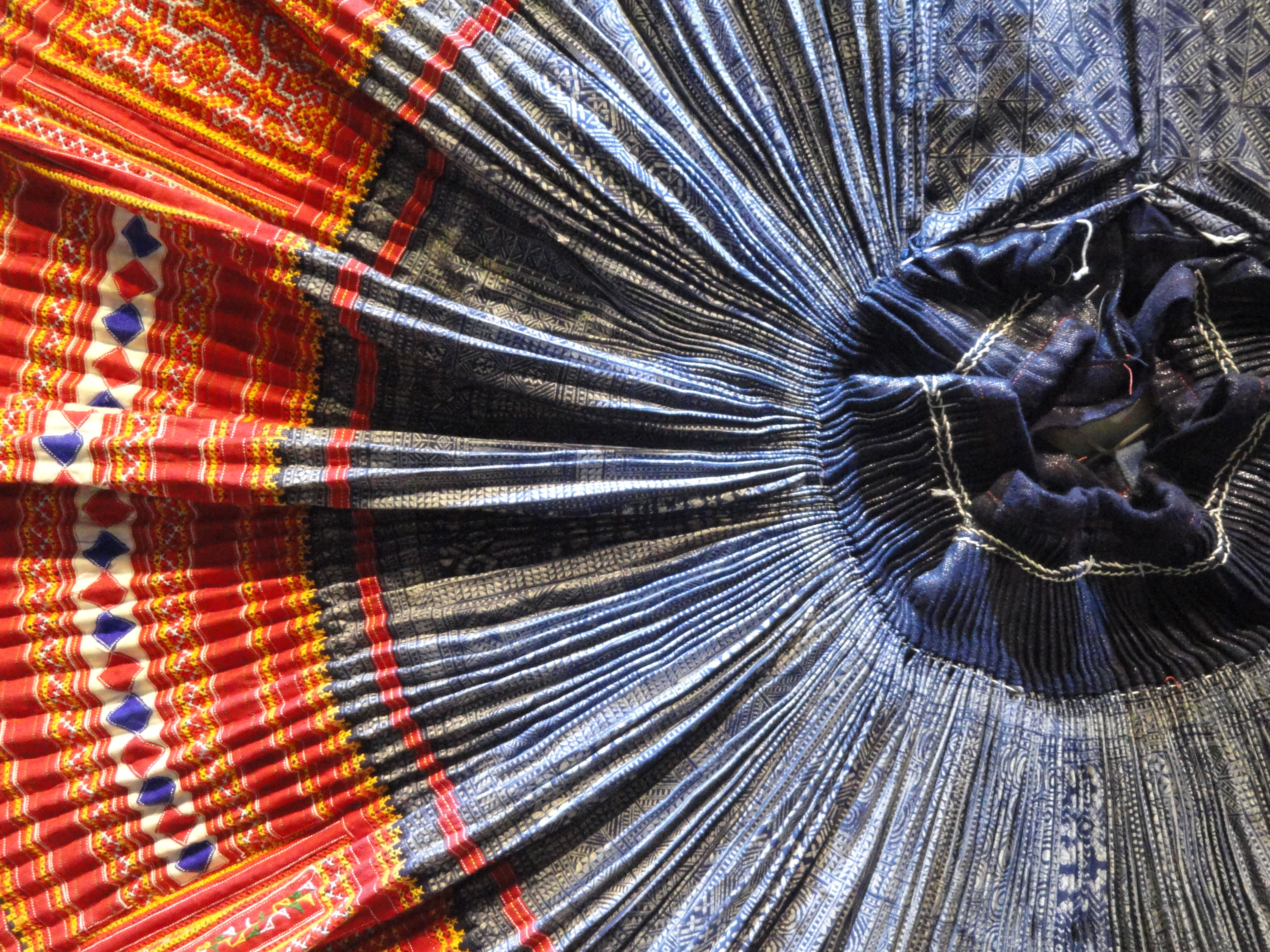
云南苗族百褶裙上的蜡染技术，位于云南省博物馆

云南蜡染，是指中华人民共和国云南省大理地区的土家族、彝族、白族、纳西族、苗族、哈尼族的蜡染工艺。

## 特点
大理地区的蜡染多与刺绣相结合。题材多为鸡、猴、象等。而彝族、纳西族、苗族的蜡染题材也与民间故事有关，其中还有人物、孔雀、羊等。做法是将蜂腊用腊刀蘸熔绘制花色于布匹上，在经染色脱腈而成。其色彩也一改最初的黑白两色，而改为多色作品，风格仍保留当地民族特点。苗族还蜡将染布用于衣裙和床单等，并增加红、黄、绿色等，使质感与工艺有所变换，其中最突出的是苗族百褶裙。1973年，云南省工艺美术公司组织工厂化生产以苗族图案试制新产品。1980年， 成立昆明蜡染工艺美术厂，生产出“傣族双人舞”壁挂，获1982年轻工业部百花奖。